# Counterfeit²
Counterfeit² — второй сольный альбом Мартина Гора (первый — Counterfeit e.p. 1989 года), главного автора песен группы Depeche Mode. Диск был издан 28 апреля 2003 в Европе и 29 апреля 2003 в США.

## Об альбоме
Counterfeit² содержит 11 песен, оказавших влияние на Мартина в качестве композитора. Он записал этот альбом примерно в то же время, когда Дэвид Гаан записал свой первый сольный альбом Paper Monsters, после окончания Exciter Tour, и примерно в то же время, когда Энди Флетчер основал лейбл и стал продюсером группы Client. Counterfeit² является очень тяжёлым синтетическим альбомом и включает в себя песню, спетую на немецком языке («Das Lied vom einsamen Mädchen»). Альбом можно было послушать на сайте Мартина Гора.
Мартин также отправился в небольшой тур, состоящий из шести концертов в Европе, и двух в Лос-Анджелесе.

## Список композиций

### CD: Mute / CDSTUMM214 (Великобритания)
1. «In My Time Of Dying» — 4:24 (народная, при участии Боба Дилана)
2. «Stardust» — 3:08 (написана David Essex)
3. «I Cast a Lonesome Shadow» — 4:51 (написана Хэнком Томпсоном / Lynn Russwurm)
4. «In My Other World» — 3:53 (написана Джули Круз / Луи Туччи)
5. «Loverman» — 7:02 (написана Ником Кейвом)
6. «By This River» — 4:01 (написана Брайаном Ино / Хансом-Йоахимом Роделиусом / Дитером Мёбиусом)
7. «Lost in the Stars» — 2:52 (написана Максвеллом Андерсоном / Куртом Вайлем)
8. «Oh My Love» — 3:33 (написана Джоном Ленноном / Йоко Оно)
9. «Das Lied vom einsamen Mädchen» — 5:25 (написана Вернером Р. Хейманом / Робертом Гилбертом, первоначально исполнялась Хильдегард Кнеф)
10. «Tiny Girls» — 3:20 (написана Дэвидом Боуи / Игги Попом)
11. «Candy Says» — 4:35 (написана Лу Ридом, первоначально исполнялась The Velvet Underground)

## Участники записи
- Андрю Филлпотт — продюсер
- Пол Фригард — продюсер
- Антон Корбин — арт-директор, фотография
- Мартин Гор — организатор
- Крис Солэм — мастеринг
- Записано на студии Electrical Ladyboy

## Синглы

### Stardust
Сингл на песню «Stardust» был выпущен за две недели до выпуска Counterfeit ². Он включал B-Sides «Странная жизнь» (Марк Болан и T. Rex) и видео «Left Hand Luke And The Beggar Boys» (T. Rex), а также различные ремиксы «Stardust» и «I Cast a Lonesome Shadow».

### Loverman EP ²
После «Counterfeit²» увидел свет релиз «Loverman EP²», который включал миксы «Loverman» и «Das Lied Vom Einsamen Mädchen». Существует также DVD версия с кадрами из выступления в Милане 30 апреля 2003 года и интервью Мартина (была выпущена в ноябре в Великобритании, в США не выпускалась).